# Meyer Hills
Meyer Hills är en kulle i Antarktis. Den ligger i Västantarktis. Chile gör anspråk på området. Toppen på Meyer Hills är 620 meter över havet, eller 21 meter över den omgivande terrängen. Bredden vid basen är 7,0 km.
Terrängen runt Meyer Hills är kuperad österut, men västerut är den platt. Trakten är obefolkad. Det finns inga samhällen i närheten.